# Pranas Mašiotas

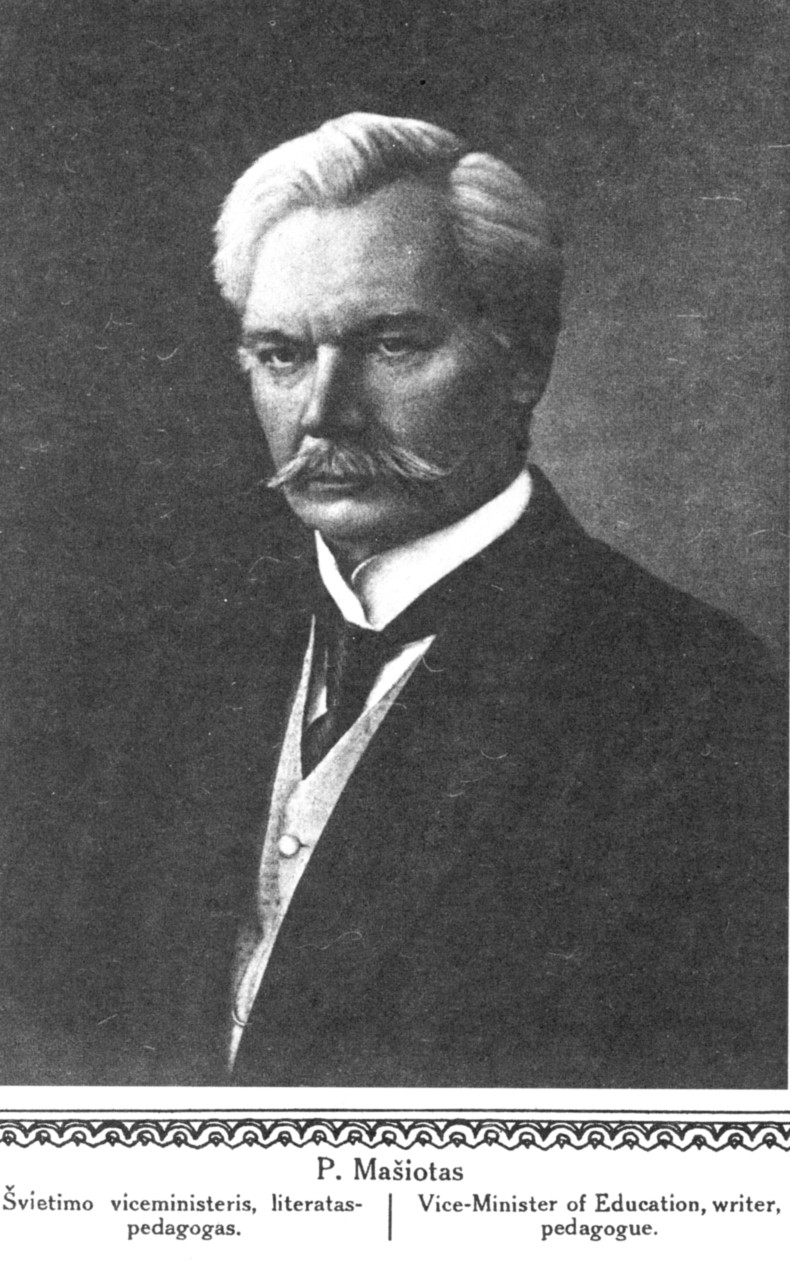
Bildnis von Pranas Mašiotas (um 1921)

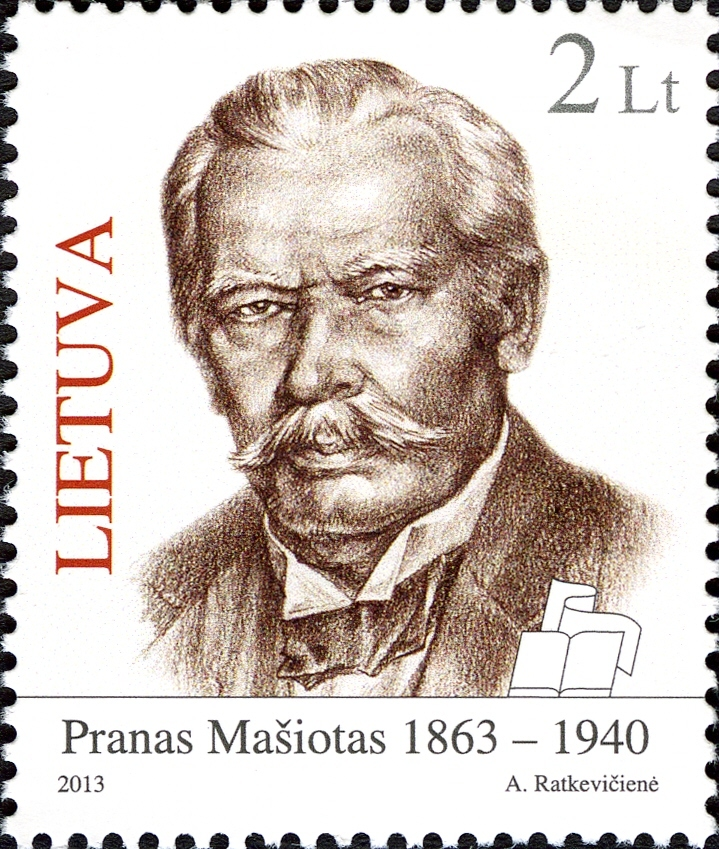
Postmarke

Pranas Mašiotas (* 19. Dezember 1863 in Pūstelninkai bei Vilkaviškis, Wolost Būbleliai, Bezirk Šakiai; † 14. September 1940 in Kaunas) war ein litauischer Schriftsteller, Publizist und Politiker, Vizeminister.

## Leben
Mašiotas lernte in der Grundschule Kudirkos Naumiestis und von 1874 bis 1883 am Gymnasium Marijampolė. 1887 absolvierte er das Studium der Mathematik-Pädagogik an der Universität Moskau in Russland.
Von 1887 bis 1889 arbeitete er in Lomscha (Polen), von 1889 bis 1891 in Riga (Lettland). Von 1892 bis 1915 lehrte er Mathematik am deutschen Realgymnasium Riga und von 1913 bis 1915 leitete als Direktor das Mädchengymnasium.
Mašiotas war ab 1894 mit Marija Jasienskytė aus Linkuva verheiratet.
Von 1919 bis 1923 war er stellv. Bildungsminister Litauens.
Sein Grab befindet sich im Friedhof Petrašiūnai.

## Ehrungen
- 1923: Ehrendoktor der Lietuvos universitetas
- 1999: Ehrendoktor der Technischen Universität Kaunas[3]